# Barnabé Messomo
Barnabé Messomo, född 26 augusti 1956, är en friidrottare från Kamerun. Han deltog vid olympiska sommarspelen 1984.